# Liste der Wasserschutzgebiete im Landkreis Ludwigsburg
In der Liste der Wasserschutzgebiete im Landkreis Ludwigsburg sind Wasserschutzgebiete (WSG) im Landkreis Ludwigsburg in Baden-Württemberg aufgeführt. Sie ist nach den offiziellen WSG-Nummern sortiert. In den Wasserschutzgebieten gelten für die Gewässer (Grundwasser, oberirdische Gewässer) besondere Ge- und Verbote, um das Wasser vor Verunreinigungen zu schützen. Die für die Wasserschutzgebiete zuständige Dienststelle ist das Landratsamt des Landkreises Ludwigsburg.
Diese Liste ist Teil der übergeordneten Liste der Wasserschutzgebiete in Baden-Württemberg und erhebt keinen Anspruch auf Vollständigkeit.

## Geschichte
Der Landkreis Ludwigsburg macht jährlich Angaben zur Entwicklung der Nitratkonzentrationen in den einzelnen Wasserschutzgebieten und erlässt für das folgende Jahr entweder Auflagen für Landwirte oder lockert bisherige Bewirtschaftungsauflagen auf der Grundlage der seit 1988 geltenden Schutzgebiets- und Ausgleichsverordnung (SchALVO) des Landes Baden-Württemberg. Diese Verordnung wurde zum 1. März 2001 novelliert. Neben der Einhaltung bestimmter Nitrat-Boden-Werte, die jährlich vom 15. Oktober bis 15. November gemessen werden, ist im Rahmen der SchALVO unter anderem vorgeschrieben, dass in den Wasserschutzgebieten Düngung und Pflanzenschutzmaßnahmen nach guter fachlicher Praxis erfolgen müssen, um das Grundwasser vor Beeinträchtigung durch Stoffeinträge aus der Landbewirtschaftung zu schützen.

## Wasserschutzgebiete im Landkreis Ludwigsburg
Grundlage: Daten aus dem Umweltinformationssystem (UIS) der LUBW Landesanstalt für Umwelt Baden-Württemberg

| WSG-Nr. | WSG-Name                       | Hauptgemeinde         | Lage | Fläche (Hektar) | Datum (Rechtsverordnung) | Bild        |
| ------- | ------------------------------ | --------------------- | ---- | --------------- | ------------------------ | ----------- |
| 118001  | Au, In dem Mollbach            | Sachsenheim           | ⊙    | 70,02           | 1968-04-30               |             |
| 118002  | Kalter Bronnen, Buchrain       | Sachsenheim           | ⊙    | 50,83           | 1967-05-02               |             |
| 118005  | Ochsenweide, Aufwiesen         | Freudental            | ⊙    | 236,75          | 1987-02-03               |             |
| 118006  | Freudentaler Pfad              | Bönnigheim            | ⊙    | 46,47           | 1969-10-02               |             |
| 118007  | Birlingenquelle                | Bönnigheim            | ⊙    | 8,11            | 1976-05-06               |             |
| 118008  | Meimsheimer Strasse            | Bönnigheim            | ⊙    | 44,27           | 1970-01-14               |             |
| 118009  | Fronberg                       | Kirchheim am Neckar   | ⊙    | 77,11           | 1976-05-06               |             |
| 118014  | Hanfbach                       | Sachsenheim           | ⊙    | 67,85           | 1969-12-05               |             |
| 118015  | Forstwiesen                    | Vaihingen an der Enz  | ⊙    | 80,07           | 1968-09-26               |             |
| 118019  | Hohwiesen, Streitwiesen        | Sachsenheim           | ⊙    | 13,48           | 1972-04-07               |             |
| 118020  | Gütticher, Hachel, Au          | Sachsenheim           | ⊙    | 98,78           | 1969-10-02               |             |
| 118023  | Silberschellenquelle           | Markgröningen         | ⊙    | 3,31            | 1975-02-06               |             |
| 118024  | Au, Radquelle                  | Markgröningen         | ⊙    | 29,68           | 1975-02-06               |             |
| 118034  | Seepfadwiesen                  | Sachsenheim           | ⊙    | 26,34           | 1972-04-07               |             |
| 118039  | Baumweide                      | Freiberg am Neckar    | ⊙    | 7,01            | 1997-06-12               |             |
| 118040  | Elbenwiesen                    | Ludwigsburg           | ⊙    | 16,17           | 1977-10-18               |             |
| 118041  | Ried                           | Ludwigsburg           | ⊙    | 58,45           | 1977-10-18               |             |
| 118043  | Rundsmühle, Pfarre Au          | Marbach am Neckar     | ⊙    | 87,77           | 1976-10-12               |             |
| 118044  | Maßholder                      | Affalterbach          | ⊙    | 5,12            | 1978-03-31               |             |
| 118046  | Hälde                          | Pleidelsheim          | ⊙    | 59,72           | 1978-06-20               |             |
| 118049  | Höpfigheim                     | Steinheim an der Murr | ⊙    | 123,29          | 1986-11-26               |             |
| 118050  | Seeäcker                       | Steinheim an der Murr | ⊙    | 84,33           | 1986-11-26               |             |
| 118051  | Rohrbachbrunnen                | Steinheim an der Murr | ⊙    | 135,78          | 1986-11-26               |             |
| 118052  | Ried-, Osianderquelle          | Steinheim an der Murr | ⊙    | 81,72           | 1986-11-26               |             |
| 118053  | Ziegelquelle                   | Steinheim an der Murr | ⊙    | 7,42            | 1986-11-26               |             |
| 118054  | Sandwiesen, Jenseits der Murr  | Steinheim an der Murr | ⊙    | 291,01          | 1986-11-26               |             |
| 118102  | Lange Äcker                    | Oberstenfeld          | ⊙    | 189,68          | 1993-11-23               |             |
| 118103  | Rossertquelle/Schmalheckenbach | Oberstenfeld          | ⊙    | 251,00          | 1993-11-23               |             |
| 118115  | Talbrunnen, Epplebrunnen       | Ingersheim            | ⊙    | 355,59          | 2001-09-20               |             |
| 118119  | Vaihingen                      | Vaihingen an der Enz  | ⊙    | 2585,92         | 1993-02-15               |             |
| 118120  | Riexingen                      | Oberriexingen         | ⊙    | 4392,22         | 1990-08-30               | Tiefbrunnen |
| 118133  | Schwieberdingen                | Schwieberdingen       | ⊙    | 1393,33         | 1989-12-12               |             |
| 118137  | Strudelbach                    | Eberdingen            | ⊙    | 5072,91         | 1994-11-15               |             |
| 118139  | Schleifklinge                  | Oberstenfeld          | ⊙    | 132,60          | 1993-11-23               |             |
| 118140  | Kleeäcker                      | Oberstenfeld          | ⊙    | 47,35           | 1993-11-23               |             |
| 118145  | Neckarhäldenwald               | Besigheim             | ⊙    | 68,77           | 1997-02-10               |             |
| 118146  | Winzerhausen                   | Großbottwar           | ⊙    | 614,51          | 2002-11-15               | Brunnen     |
| 118147  | Kälbling                       | Großbottwar           | ⊙    | 273,49          | 1990-10-02               |             |
| 118148  | Ditzingen                      | Ditzingen             | ⊙    | 1454,76         | 2000-10-20               |             |
| 118160  | Freiberg                       | Freiberg am Neckar    | ⊙    | 357,01          | 2003-12-05               |             |